# 4-ホスホエリトロン酸デヒドロゲナーゼ
4-ホスホエリトロン酸デヒドロゲナーゼ（4-phosphoerythronate dehydrogenase）は、次の化学反応を触媒する酸化還元酵素である。
4-ホスホ-D-エリトロン酸 + NAD+ {\displaystyle \rightleftharpoons } (3R)-3-ヒドロキシ-2-オキソ-4-ホスホノオキシブタン酸 + NADH + H+
反応式の通り、この酵素の基質は4-ホスホ-D-エリトロン酸とNAD+、生成物は(3R)-3-ヒドロキシ-2-オキソ-4-ホスホノオキシブタン酸とNADHとH+である。
組織名は4-phospho-D-erythronate:NAD+ 2-oxidoreductaseで、別名にPdxB, PdxB 4PE dehydrogenase, 4-O-phosphoerythronate dehydrogenaseがある。